# Pawel Alexejewitsch Wolja

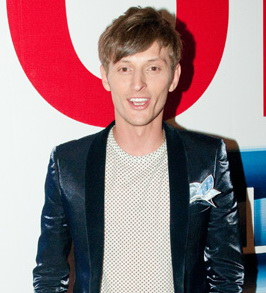
Pawel Wolja am 20. März 2011

Pawel Alexejewitsch Wolja (russisch Па́вел Алексе́евич Во́ля; * 14. März 1979 in Pensa, Russische SFSR, Sowjetunion) ist ein russischer Stand-up-Comedian, Fernseh- und Radiomoderator, Schauspieler, Synchronsprecher, DJ, Popsänger und Mitwirkender bei der russischen Comedy-Show Comedy Club.

## Leben
Pawel Wolja wurde als Sohn von Alexej und Tamara Wolja in Pensa geboren. Er hat eine jüngere Schwester namens Olga (* 1982).
1996 schloss Pawel Wolja die Mittelschule Nr. 11 in Pensa ab. Anschließend studierte Wolja an der Staatlichen Pädagogischen Universität Pensa russische Sprache und Literatur und schloss diese im Jahr 2001 erfolgreich ab. Während des Studiums wirkte Wolja beim bekannten Studentenspiel „KWN“ mit und trat gelegentlich als Deejay in der Pensaer Discothek „Mix-up“ auf. Er moderierte zudem eine Sendung im Pensaer Lokalprogramm von Russkoje Radio.
Nach dem Studium zog Wolja nach Moskau, um dort seine Karriere fortzusetzen. Ende 2001 legte er sein Debüt als Fernsehmoderator beim Musiksender MUS-TW hin. Gleichzeitig arbeitete er bei Hit FM als Deejay und als Szenarist bei dem Filmproduzenten Igor Ugolnikow.
Am 9. April 2005 ging die russische Comedy-Show Comedy Club auf dem Fernsehsender TNT auf Sendung. Pawel Wolja trat in der ersten Sendung dieser Show als Stand-up-Comedian auf. Sein Auftritt wurde in den Medien sehr unterschiedlich rezipiert. Sein zynischer, oftmals ziemlich schwarzer Humor sorgte oftmals für Kontroversen. Pawel Wolja verfolgt einen insgesamt sehr provokanten und sogar anstößigen Stil, achtet dabei aber sehr auf sein Äußeres und kleidet sich stets modebewusst. Dies brachte ihm den Spitznamen „Glamour-Abschaum“ ein.
Im Jahr 2007 startete Wolja seine Gesangskarriere in der Popmusik. Er drehte einige Videoclips wie „Für Mama!“, „Das allerbeste Lied“ oder „Pensa-City“. Ende 2007 erschien im Internet ein Video, auf dem zu sehen war, wie Pawel Wolja von einer Straßenbande beschimpft und verprügelt wird. Später stellte es sich heraus, dass es sich bei dem Video um eine reine PR-Aktion handelte, um Werbung für Woljas neues Album zu machen. Im selben Jahr synchronisierte Pawel Wolja die russische Version der computeranimierten Filmkomödie Könige der Wellen.
2008 debütierte Pawel Alexejewitsch Wolja als Schauspieler.
2009 setzte Wolja seine Karriere als Deejay fort und brachte 2010 als DJ Pavel Volya die Doppel-CD „HOT SUMMER / COLD SUMMER“ heraus.
Von April 2012 bis Juni 2020 moderierte Pawel Wolja die Sendung „Comedy Battle“ auf dem Fernsehsender TNT.
Seit September 2020 moderiert er die Quizshow „Zwei für eine Million“ auf demselben Fernsehsender.
Wolja ist seit September 2012 mit der russisch-baschkirischen Schauspielerin Ljaisan Utjaschewa verheiratet. Am 14. Mai 2013 kam der gemeinsame Sohn Robert in Miami zur Welt. Die junge Familie lebt in der Oblast Moskau.